# 1462 az irodalomban
Az 1462. év az irodalomban.

## Születések
- február 1. – Johannes Trithemius német teológus, kriptográfus, polihisztor, történetíró († 1516)